# Биафра (залив)
Биа́фра (англ. Bight of Biafra; фр. Golfe du Biafra; Бонни, англ. Bight of Bonny; фр. Golfe de Bonny) — залив в Атлантическом океане, часть Гвинейского залива.
Простирается от устья реки Нигер до мыса Лопес (Габон). Воды залива омывают побережья Нигерии, Камеруна, Экваториальной Гвинеи и Габона. Крупный остров Биоко. Выделяется залив Камерун, в который впадают реки Камерун, Вури, Мунго, Мунгази. Также впадают реки Кросс и Санага.

## Название
Название залива произошло от искажения европейцами этнонима «мафра».
В 1972 году после Гражданской войны в Нигерии за отделение государства Биафра залив был переименован правительством Нигерии в залив Бонни (по названию расположенного на побережье залива города Бонни) с целью ликвидировать сепаратистский топоним. В российской географии продолжает использоваться название Биафра.